# ناتسومی آسانو
ناتسومی آسانو (انگلیسی: Natsumi Asano؛ زادهٔ ۱۴ آوریل ۱۹۹۷) بازیکن فوتبال اهل ژاپن است.